# Aaron Manby
Aaron Manby – XIX-wieczny parowiec rzeczny zbudowany w Wielkiej Brytanii, do żeglugi po francuskiej Sekwanie. Jeden z pierwszych statków o żelaznym kadłubie, a zarazem pierwszy, który odbył rejs pełnomorski.

## Historia
Elementy do konstrukcji statku wykonane zostały w hucie Horseley Ironworks w Tipton, a następnie przetransportowane do stoczni w Rotherhithe (Londyn), gdzie jednostka została złożona i zwodowana na Tamizie w 1821 roku. Nazwa statku pochodzi od właściciela huty, Aarona Manby'ego.
Po odbyciu prób w maju 1822 roku, „Aaron Manby” przepłynął 10 czerwca 1822 kanał La Manche, docierając do Hawru. Następnie udał się do Paryża, gdzie do końca dekady odbywał rejsy na Sekwanie. W 1830 roku sprzedany, w 1836 roku trafił do Nantes, żeglując od tamtej pory wzdłuż Loary. Zezłomowany w 1855 roku.

## Konstrukcja
Jednostka posiadała płaskodenny kadłub o długości 36,6 m, szerokości 5,2 m i zanurzeniu 1,1 m. Poszycie wykonane było z płyt żelaznych o grubości ¼ cala (6–7 mm), przymocowane do żelaznego szkieletu. Pokład drewniany. Na pokładzie statku znajdował się 14-metrowy komin, a na dziobie bukszpryt. Po obu stronach kadłuba znajdowały się koła łopatkowe o średnicy 3,7 m i szerokości 45 cm.